# 米基·哈勒
小J·迈克尔·“米基”·哈勒（英語：J. Michael Haller, Jr.）是迈克尔·康奈利在其2005年出版的小说《林肯律师》中虚构的人物。哈勒是洛杉矶的一名刑事辯護律師，是康奈利笔下的洛杉矶警察局警探希洛尼摩斯·“哈利”·博世同父异母的弟弟。米基·哈勒系列目前已出版七部小说。
根据迈克尔·康奈利的《林肯律师》改编的同名电影中，米基·哈勒一角由马修·麦康纳饰演。在由大衛·E·凱利、特德·汉弗莱和A+E Studios联合制作的改编电视剧中，米基·哈勒一角由墨西哥演员馬奴·賈西亞-魯爾福饰演。